# روبرت كوتيك
روبرت كوتيك (بالإنجليزية:Robert Kotick) (ولد في عام 1963) يعرف أيضاً باسم بوبي كوتيك (Bobby Kotick) .
هو حالياً كبير الإداريين التنفيذيين ، الرئيس والمدير لشركة أكتيفجن بليزارد . بدأ كوتيك مهنته عام 1983 وهو لا يزال يدرس في جامعة ميشيغان . بدأ بصنع برنامج لـ أبل II بدعم مالي من ستيف واين (رجل أعمال أمريكي) ، ينسب روبرت الفضل لـ ستيف جوبز حيث نصحه بترك الكلية ومتابعة مشاريعه في قطاع البرمجيات.
في 1987 حاول الاستحواذ على كومودور إنترناشونال (كانت شركة إلكترونيات أمريكية) . كان يخطط لإزالة لوحة المفاتيح ومحرك الأقراص من جهاز أميغا 500 (Amiga 500) وتحويله إلى نظام ألعاب فيديو ذو 16 بت ، لكنه لم يوفق في الاستحواذ على الشركة .
روبرت وشريكه بريان كيلي (Brian Kelly) قاما بشراء 25 بالمائة من أسهم شركة أكتيفجن وذلك عام 1991 وأصبح كبير الإداريين التنفيذيين في 1991 .
كان روبرت عضواً في مجلس إدارة ياهو! في الفترة من مارس 2003 إلى أغسطس 2008 . ويعمل حالياً عضواً في مجلس الإدارة لمركز التعليم المبكر في «متحف فنون لوس أنجلوس» .

## روابط خارجية
- روبرت كوتيك على موقع IMDb (الإنجليزية)
- روبرت كوتيك على موقع إن إن دي بي (الإنجليزية)